# NHL Entry Draft 2014

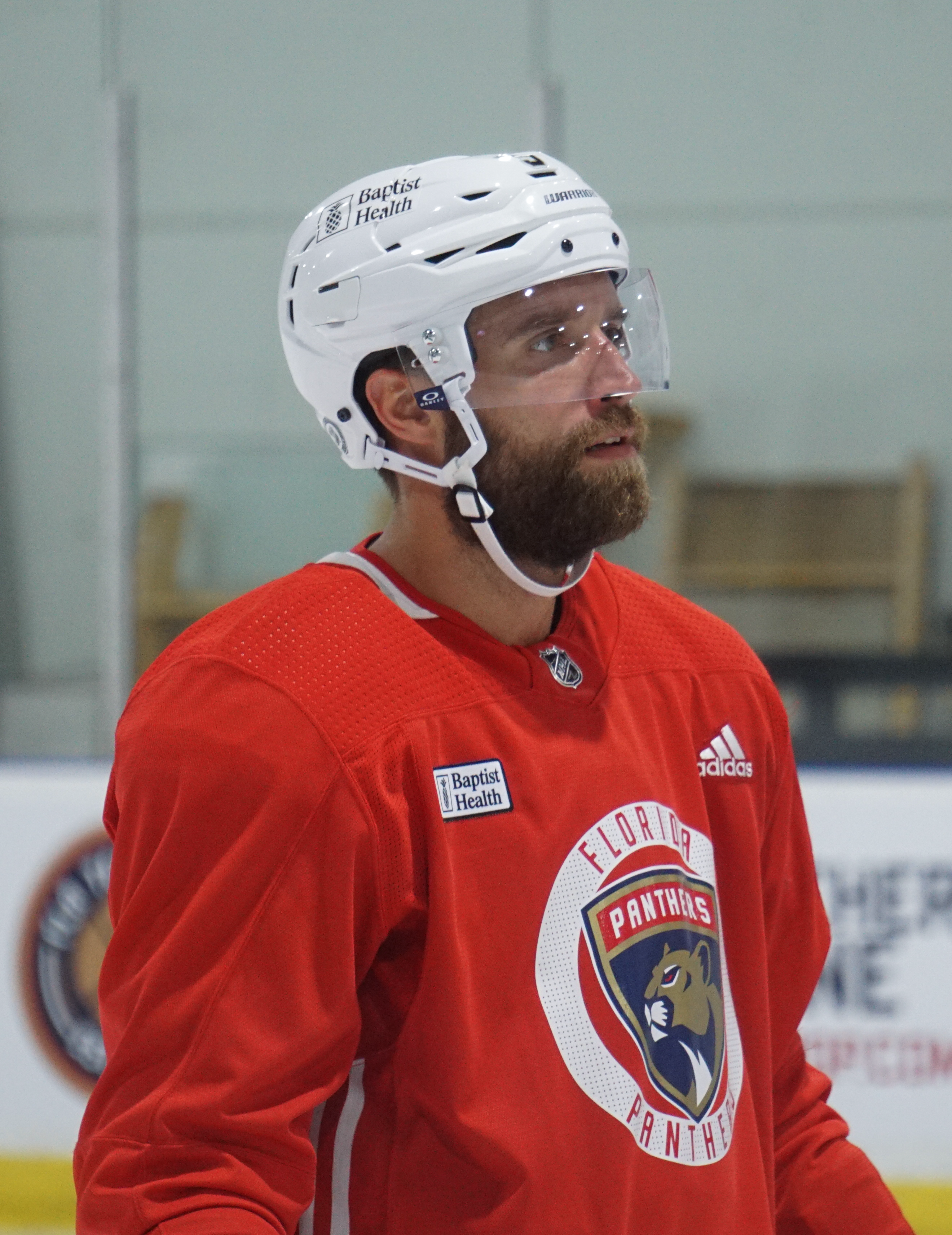
Aaron Ekblad valdes av Florida Panthers som förste spelare totalt.

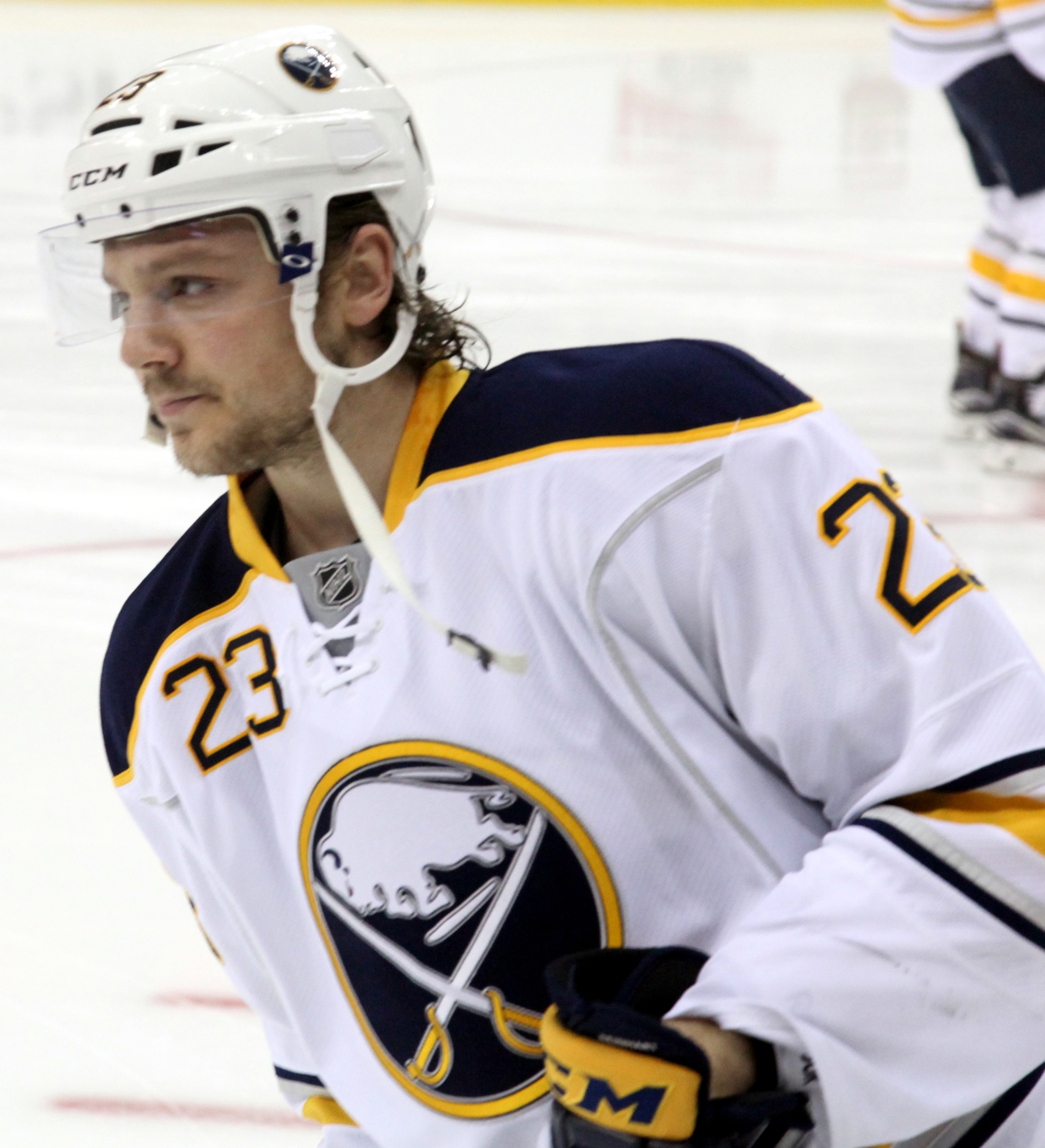
Sam Reinhart valdes av Buffalo Sabres som andre spelare totalt.

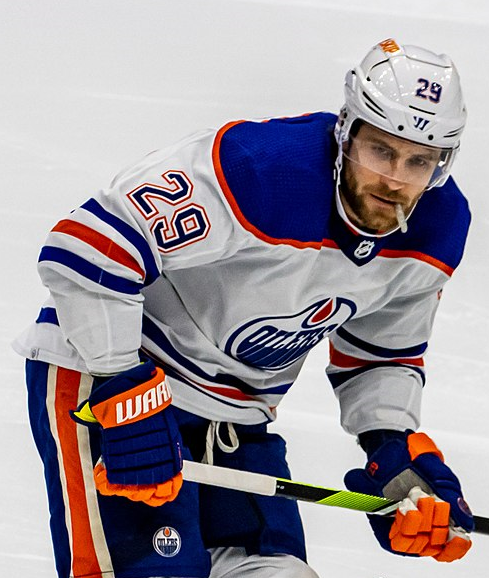
Leon Draisaitl valdes av Edmonton Oilers som tredje spelare totalt.

NHL Entry Draft 2014 var den 52:a NHL-draften och hölls den 27-28 juni 2014 i Wells Fargo Center i Philadelphia i Pennsylvania. Backen Aaron Ekblad från Barrie Colts valdes som nummer ett av Florida Panthers.

## Spelare som är berättigade till att bli draftade
- Spelare som är födda mellan 1 januari 1994 och 15 september 1996 är berättigade till att bli draftade i detta års NHL Entry Draft.[5]
- Spelare som är födda 1993 men som inte är tidigare draftade och har medborgarskap i ett land utanför Nordamerika, är också berättigade att bli draftade i årets NHL Entry Draft.[5]
- Spelare som är födda efter 30 juni 1994 och blev draftade i NHL Entry Draft 2012, men blev aldrig kontrakterade av sina draftade NHL–organisationer kan bli åter draftade i årets NHL Entry Draft.[5]

## Rankning inför draften

### Mittsäsongsrankingen
Den 13 januari 2014 presenterade NHL:s scoutorgan Central Scouting Bureau sin mittsäsongsrankingen för de spelare som rankades högst att gå i draften i juni.
Spelarna är placerade efter var de spelade under säsongen 2013–2014.
| Nr | Nordamerikanska utespelare | Europeiska utespelare   |
| -- | -------------------------- | ----------------------- |
| 1  | Sam Bennett (C/VF)         | Kasperi Kapanen (HF)    |
| 2  | Leon Draisaitl (C/VF)      | William Nylander (C/HF) |
| 3  | Aaron Ekblad (B)           | Adrian Kempe (C/VF)     |
| 4  | Sam Reinhart (C/HF)        | David Pastrňák (HF)     |
| 5  | Michael Dal Colle (C)      | Jakub Vrána (VF/HF)     |
| 6  | Haydn Fleury (B)           | Anton Karlsson (VF/HF)  |
| 7  | Nick Ritchie (HF/VF)       | Arkhip Nekolenko (VF)   |
| 8  | Brendan Perlini (VF)       | Vladislav Kamenev (VF)  |
| 9  | Jake Virtanen (HF/C)       | Sebastian Aho (B)       |
| 10 | Tony DeAngelo (B)          | Markus Pettersson (B)   |

| Nr | Nordamerikanska målvakter | Europeiska målvakter |
| -- | ------------------------- | -------------------- |
| 1  | Thatcher Demko            | Ville Husso          |
| 2  | Edwin Minney              | Kaapo Kähkönen       |
| 3  | Blake Weyrick             | Jonas Johansson      |

### Slutlig ranking
Den 8 april 2014 presenterade NHL:s scoutorgan Central Scouting Bureau sin slutliga ranking för de spelare som rankas högst att gå i draften i juni.
Spelarna är placerade efter var de spelade under säsongen 2013–2014.
| Nr |   | Nordamerikanska utespelare |   | Europeiska utespelare   |
| -- | - | -------------------------- | - | ----------------------- |
| 1  | ▬ | Sam Bennett (C/VF)         | ▬ | Kasperi Kapanen (HF)    |
| 2  | ▲ | Aaron Ekblad (B)           | ▬ | William Nylander (C/HF) |
| 3  | ▲ | Sam Reinhart (C/HF)        | ▲ | Kevin Fiala (VF/HF)     |
| 4  | ▼ | Leon Draisaitl (C/VF)      | ▲ | Jakub Vrána (VF/HF)     |
| 5  | ▬ | Michael Dal Colle (C)      | ▼ | David Pastrňák (HF)     |
| 6  | ▲ | Jake Virtanen (HF/C)       | ▼ | Adrian Kempe (C/VF)     |
| 7  | ▬ | Nick Ritchie (HF/VF)       | ▲ | Marcus Pettersson (B)   |
| 8  | ▬ | Brendan Perlini (VF)       | ▲ | Ondřej Kaše (HF/VF)     |
| 9  | ▼ | Haydn Fleury (B)           | ▬ | Sebastian Aho (B)       |
| 10 | ▲ | Jared McCann (C)           | ▲ | Dominik Mašín (B)       |

| Nr |   | Nordamerikanska målvakter |   | Europeiska målvakter |
| -- | - | ------------------------- | - | -------------------- |
| 1  | ▬ | Thatcher Demko            | ▬ | Ville Husso          |
| 2  | ▲ | Mason McDonald            | ▲ | Jonas Johansson      |
| 3  | ▲ | Brent Moran               | ▲ | Linus Söderström     |

## Draftval
Draftlotteriet som bekräftade draftordningen för lagen verkställdes tisdagen den 15 april 2014 och där Florida Panthers valdes att gå först i draften trots att Buffalo Sabres slutade sist av alla i årets säsong.

### Första valet
Sam Bennett, Aaron Ekblad och Sam Reinhart med Leon Draisaitl som dark horse, var de spelare som det spekulerades om att kunna gå som nummer ett i draften.

### Första rundan
Källa: 
| Nr | Spelare                 | Nationalitet | NHL-organisation                                | College-/Junior-/Klubblag         |
| -- | ----------------------- | ------------ | ----------------------------------------------- | --------------------------------- |
| 1  | Aaron Ekblad (B)        | Kanada       | Florida Panthers                                | Barrie Colts (OHL)                |
|    |                         |              |                                                 |                                   |
| 2  | Sam Reinhart (C/HF)     | Kanada       | Buffalo Sabres                                  | Kootenay Ice (WHL)                |
| 3  | Leon Draisaitl (C/VF)   | Tyskland     | Edmonton Oilers                                 | Prince Albert Raiders (WHL)       |
| 4  | Sam Bennett (C/VF)      | Kanada       | Calgary Flames                                  | Kingston Frontenacs (OHL)         |
| 5  | Michael Dal Colle (C)   | Kanada       | New York Islanders                              | Oshawa Generals (OHL)             |
| 6  | Jake Virtanen (HF/C)    | Kanada       | Vancouver Canucks                               | Calgary Hitmen (WHL)              |
| 7  | Haydn Fleury (B)        | Kanada       | Carolina Hurricanes                             | Red Deer Rebels (WHL)             |
| 8  | William Nylander (C/HF) | Sverige      | Toronto Maple Leafs                             | Modo Hockey (SHL)                 |
| 9  | Nikolaj Ehlers (VF)     | Danmark      | Winnipeg Jets                                   | Halifax Mooseheads (LHJMQ)        |
| 10 | Nick Ritchie (HF/VF)    | Kanada       | Anaheim Ducks (från Senators)                   | Peterborough Petes (OHL)          |
| 11 | Kevin Fiala (VF/HF)     | Schweiz      | Nashville Predators                             | HV71 (SHL)                        |
| 12 | Brendan Perlini (VF)    | Kanada       | Arizona Coyotes                                 | Niagara Icedogs (OHL)             |
| 13 | Jakub Vrána (VF/HF)     | Tjeckien     | Washington Capitals                             | Linköpings HC (SHL)               |
| 14 | Julius Honka (B)        | Finland      | Dallas Stars                                    | Swift Current Broncos (WHL)       |
| 15 | Dylan Larkin (C/VF)     | USA          | Detroit Red Wings                               | Team USA (USHL)                   |
| 16 | Sonny Milano (C/VF)     | USA          | Columbus Blue Jackets                           | Team USA (USHL)                   |
| 17 | Travis Sanheim (B)      | Kanada       | Philadelphia Flyers                             | Calgary Hitmen (WHL)              |
| 18 | Alex Tuch (C/HF)        | USA          | Minnesota Wild                                  | Team USA (USHL)                   |
| 19 | Tony DeAngelo (B)       | USA          | Tampa Bay Lightning                             | Sarnia Sting (OHL)                |
| 20 | Nick Schmaltz (C)       | USA          | Chicago Blackhawks (från Sharks)                | Green Bay Gamblers (USHL)         |
| 21 | Robby Fabbri (C)        | Kanada       | St. Louis Blues                                 | Guelph Storm (OHL)                |
| 22 | Kasperi Kapanen (HF)    | Finland      | Pittsburgh Penguins                             | KalPa (Liiga)                     |
| 23 | Conner Bleackley (C)    | Kanada       | Colorado Avalanche                              | Red Deer Rebels (WHL)             |
| 24 | Jared McCann (C)        | Kanada       | Vancouver Canucks (från Ducks)                  | Sault Ste. Marie Greyhounds (OHL) |
| 25 | David Pastrňák (HF)     | Tjeckien     | Boston Bruins                                   | Södertälje SK (Hockeyallsvenskan) |
| 26 | Nikita Sjtjerbak (HF)   | Ryssland     | Montreal Canadiens                              | Saskatoon Blades (WHL)            |
| 27 | Nikolaj Goldobin (HF)   | Ryssland     | San Jose Sharks (från Blackhawks)               | Sarnia Sting (OHL)                |
| 28 | Josh Ho-Sang (C/HF)     | Kanada       | New York Islanders (från Rangers via Lightning) | Windsor Spitfires (OHL)           |
| 29 | Adrian Kempe (C/VF)     | Sverige      | Los Angeles Kings                               | Modo Hockey (SHL)                 |
| 30 | John Quenneville (C/VF) | Kanada       | New Jersey Devils                               | Brandon Wheat Kings (WHL)         |

### Andra rundan
Källa: 
| Nr | Spelare                    | Nationalitet | NHL-organisation                                   | College-/Junior-/Klubblag             |
| -- | -------------------------- | ------------ | -------------------------------------------------- | ------------------------------------- |
| 31 | Brendan Lemieux (VF)       | Kanada       | Buffalo Sabres                                     | Barrie Colts (OHL)                    |
| 32 | Jayce Hawryluk (C)         | Kanada       | Florida Panthers                                   | Brandon Wheat Kings (WHL)             |
| 33 | Ivan Barbasjov (C/VF)      | Ryssland     | St. Louis Blues (från Oilers)                      | Moncton Wildcats (LHJMQ)              |
| 34 | Mason McDonald (MV)        | Kanada       | Calgary Flames                                     | Charlottetown Islanders (LHJMQ)       |
| 35 | Dominik Mašín (B)          | Tjeckien     | Tampa Bay Lightning (från Islanders)               | HC Slavia Prag (Extraliga)            |
| 36 | Thatcher Demko (MV)        | USA          | Vancouver Canucks                                  | Team USA (USHL)                       |
| 37 | Alexander Nedeljkovic (MV) | USA          | Carolina Hurricanes                                | Plymouth Whalers (OHL)                |
| 38 | Marcus Pettersson (B)      | Sverige      | Anaheim Ducks (från Maple Leafs)                   | Skellefteå AIK (SHL)                  |
| 39 | Vítek Vaněček (MV)         | Tjeckien     | Sabres (från Jets via Wild)                        | HC Benátky nad Jizerou (1-Liga)       |
| 40 | Andreas Englund (B)        | Sverige      | Ottawa Senators                                    | Djurgården Hockey (Hockeyallsvenskan) |
| 41 | Joshua Jacobs (B)          | USA          | New Jersey Devils                                  | Indiana Ice (USHL)                    |
| 42 | Vladislav Kamenev (C/VF)   | Ryssland     | Nashville Predators                                | HK Stalnyje Lisy (MCL)                |
| 43 | Ryan MacInnis (C)          | USA          | Arizona Coyotes                                    | Kitchener Rangers (OHL)               |
| 44 | Eric Cornel (C/VF)         | Kanada       | Buffalo Sabres (från Capitals)                     | Peterborough Petes (OHL)              |
| 45 | Brett Pollock (C/VF)       | Kanada       | Dallas Stars                                       | Edmonton Oil Kings (WHL)              |
| 46 | Julius Bergman (B)         | Sverige      | San Jose Sharks (från Red Wings via Predators)     | Frölunda HC (SHL)                     |
| 47 | Ryan Collins (B)           | USA          | Columbus Blue Jackets                              | Team USA (USHL)                       |
| 48 | Nicolas Aubé-Kubel (C/HF)  | Kanada       | Philadelphia Flyers                                | Foreurs de Val-d'Or (LHJMQ)           |
| 49 | Václav Karabáček (VF)      | Tjeckien     | Buffalo Sabres (från Wild)                         | Olympiques de Gatineau (LHJMQ)        |
| 50 | Roland McKeown (B)         | Kanada       | Los Angeles Kings (från Lightning via Canucks)     | Kingston Frontenacs (OHL)             |
| 51 | Jack Dougherty (B)         | USA          | Nashville Predators (från Sharks)                  | Team USA (USHL)                       |
| 52 | Maksim Letunov (C/F)       | Ryssland     | St. Louis Blues                                    | Youngstown Phantoms (USHL)            |
| 53 | Noah Rod (C/HF)            | Schweiz      | San Jose Sharks (från Penguins)                    | Genève-Servette (NLA)                 |
| 54 | Hunter Smith (HF)          | Kanada       | Calgary Flames (från Avalanche)                    | Oshawa Generals (OHL)                 |
| 55 | Brandon Montour (B)        | Kanada       | Anaheim Ducks                                      | Waterloo Black Hawks (USHL)           |
| 56 | Ryan Donato (C)            | USA          | Boston Bruins                                      | Dexter School                         |
| 57 | Jonathan MacLeod (B)       | USA          | Tampa Bay Lightning (från Canadiens via Islanders) | Team USA (USHL)                       |
| 58 | Christian Dvorak (VF)      | USA          | Arizona Coyotes (från Blackhawks)                  | London Knights (OHL)                  |
| 59 | Brandon Halverson (MV)     | USA          | New York Rangers                                   | Sault Ste. Marie Greyhounds (OHL)     |
| 60 | Alex Lintuniemi (B)        | Finland      | Los Angeles Kings (från Kings via Sabres)          | HIFK Hockey (Liiga)                   |

### Tredje rundan
Källa: 
| Nr | Spelare                 | Nationalitet | NHL-organisation                                              | College-/Junior-/Klubblag        |
| -- | ----------------------- | ------------ | ------------------------------------------------------------- | -------------------------------- |
| 61 | Jonas Johansson (MV)    | Sverige      | Buffalo Sabres                                                | Brynäs IF (SHL)                  |
| 62 | Justin Kirkland (VF/HF) | Kanada       | Nashville Predators (från Panthers via Blackhawks och Sharks) | Kelowna Rockets (WHL)            |
| 63 | Dominic Turgeon (C)     | Kanada       | Detroit Red Wings (från Oilers via Kings och Blue Jackets)    | Portland Winterhawks (WHL)       |
| 64 | Brandon Hickey (B)      | Kanada       | Calgary Flames                                                | Spruce Grove Saints (AJHL)       |
| 65 | Juho Lammikko (VF)      | Finland      | Florida Panthers (från Islanders)                             | Ässät (Liiga)                    |
| 66 | Nikita Trjamkin (B)     | Ryssland     | Vancouver Canucks                                             | Avtomobilist Jekaterinburg (KHL) |
| 67 | Warren Foegele (VF)     | Kanada       | Carolina Hurricanes                                           | St. Andrew's Saints              |
| 68 | Rinat Valijev (B)       | Ryssland     | Toronto Maple Leafs                                           | Kootenay Ice (WHL)               |
| 69 | Jack Glover (B)         | USA          | Winnipeg Jets                                                 | Team USA (USHL)                  |
| 70 | Miles Gendron (B)       | USA          | Ottawa Senators                                               | Rivers School Red Wings          |
| 71 | Connor Chatham (HF)     | USA          | New Jersey Devils                                             | Plymouth Whalers (OHL)           |
| 72 | Alex Schoenborn (HF)    | USA          | San Jose Sharks (från Predators)                              | Portland Winterhawks (WHL)       |
| 73 | Brett Lernout (B)       | Kanada       | Montreal Canadiens (från Coyotes)                             | Swift Current Broncos (WHL)      |
| 74 | Brycen Martin (B)       | Kanada       | Buffalo Sabres (från Capitals)                                | Swift Current Broncos (WHL)      |
| 75 | Alexander Peters (B)    | Kanada       | Dallas Stars                                                  | Plymouth Whalers (OHL)           |
| 76 | Elvis Merzļikins (MV)   | Lettland     | Detroit Red Wings                                             | HC Lugano (NLA)                  |
| 77 | Blake Siebenaler (B)    | USA          | Columbus Blue Jackets                                         | Niagara Icedogs (OHL)            |
| 78 | Ilja Sorokin (MV)       | Ryssland     | New York Islanders (från Flyers)                              | Metallurg Novokuznetsk (KHL)     |
| 79 | Brayden Point (C)       | Kanada       | Tampa Bay Lighting (från Wild)                                | Moose Jaw Warriors (WHL)         |
| 80 | Louis Belpedio (B)      | USA          | Minnesota Wild (från Lightning)                               | Team USA (USHL)                  |
| 81 | Dylan Sadowy (VF)       | Kanada       | San Jose Sharks                                               | Saginaw Spirit (OHL)             |
| 82 | Jake Walman (B)         | Kanada       | St. Louis Blues                                               | Toronto Jr. Canadiens (OJHL)     |
| 83 | Matheson Iacopelli (HF) | USA          | Chicago Blackhawks (från Penguins via Flames)                 | Muskegon Lumberjacks (USHL)      |
| 84 | Kyle Wood (B)           | Kanada       | Colorado Avalanche                                            | North Bay Battalion (OHL)        |
| 85 | Keegan Iverson (C)      | USA          | New York Rangers (från Ducks via Canucks)                     | Portland Winterhawks (WHL)       |
| 86 | Mark Friedman (B)       | Kanada       | Philadelphia Flyers (från Bruins)                             | Waterloo Black Hawks (USHL)      |
| 87 | Anton Karlsson (VF/HF)  | Sverige      | Arizona Coyotes (från Canadiens)                              | Frölunda HC (SHL)                |
| 88 | Beau Starrett (VF)      | USA          | Chicago Blackhawks                                            | South Shore Kings (USPHL)        |
| 89 | Nathan Walker (VF)      | Australien   | Washington Capitals (från Rangers)                            | Youngstown Phantoms (USHL)       |
| 90 | Michael Amadio (HF)     | Kanada       | Los Angeles Kings                                             | North Bay Battalion (OHL)        |

### Fjärde rundan
Källa: 
| Nr  | Spelare                 | Nationalitet | NHL-organisation                                              | College-/Junior-/Klubblag            |
| --- | ----------------------- | ------------ | ------------------------------------------------------------- | ------------------------------------ |
| 91  | William Lagesson (B)    | Sverige      | Edmonton Oilers (från Sabres via Wild)                        | Frölunda HC (SHL)                    |
| 92  | Joe Wegwerth (HF)       | USA          | Florida Panthers                                              | Team USA (USHL)                      |
| 93  | Nicholas Magyar (HF)    | USA          | Chicago Blackhawks (från Oilers via Maple Leafs)              | Kitchener Rangers (OHL)              |
| 94  | Ville Husso (MV)        | Finland      | St. Louis Blues (från Flames via Maple Leafs)                 | HIFK Hockey (Liiga)                  |
| 95  | Linus Söderström (MV)   | Sverige      | New York Islanders                                            | Djurgården Hockey (SHL)              |
| 96  | Josh Wesley (B)         | USA          | Carolina Hurricanes (från Canucks)                            | Plymouth Whalers (OHL)               |
| 97  | Lucas Wallmark (C/HF)   | Sverige      | Carolina Hurricanes                                           | Luleå HF (SHL)                       |
| 98  | Fredrik Olofsson (VF)   | Sverige      | Colorado Avalanche (från Maple Leafs)                         | Chicago Steel (USHL)                 |
| 99  | Chase De Leo (C)        | USA          | Winnipeg Jets                                                 | Portland Winterhawks (WHL)           |
| 100 | Shane Eiserman (VF)     | USA          | Ottawa Senators                                               | Dubuque Fighting Saints (USHL)       |
| 101 | Nelson Nogier (B)       | Kanada       | Winnipeg Jets (från Devils)                                   | Saskatoon Blades (WHL)               |
| 102 | Alexis Vanier (B)       | Kanada       | San Jose Sharks (från Predators)                              | Drakkar de Baie-Comeau (LHJMQ)       |
| 103 | J.J. Piccinich (HF)     | USA          | Toronto Maple Leafs (från Coyotes)                            | Youngstown Phantoms (USHL)           |
| 104 | Ryan Mantha (B)         | USA          | New York Rangers (från Capitals)                              | Sioux City Musketeers (USHL)         |
| 105 | Michael Prapavessis (B) | USA          | Dallas Stars                                                  | Toronto Lakeshore Patriots (OJHL)    |
| 106 | Christoffer Ehn (C/VF)  | Sverige      | Detroit Red Wings                                             | Frölunda HC (SHL)                    |
| 107 | Julien Pelletier (C/VF) | Kanada       | Columbus Blue Jackets                                         | Cape Breton Screaming Eagles (LHJMQ) |
| 108 | Devon Teows (B/F)       | Kanada       | New York Islanders (från Flyers)                              | Quinnipiac Bobcats (NCAA)            |
| 109 | Kaapo Kähkönen (MV)     | Finland      | Minnesota Wild                                                | Esbo Blues (Liiga)                   |
| 110 | Austin Poganski (HF)    | USA          | St. Louis Blues (från Lightning)                              | Tri-City Storm (USHL)                |
| 111 | Zach Nagelvoort (MV)    | USA          | Edmonton Oilers (från Sharks)                                 | Michigan Wolverines (NCAA)           |
| 112 | Viktor Arvidsson (VF)   | Sverige      | Nashville Predators (från Blues)                              | Skellefteå AIK (SHL)                 |
| 113 | Sam Lafferty (HF)       | USA          | Pittsburgh Penguins                                           | Deerfield Big Green                  |
| 114 | Alexis Pepin (VF)       | Kanada       | Colorado Avalanche                                            | Olympiques de Gatineau (LHJMQ)       |
| 115 | Brent Moran (MV)        | Kanada       | Dallas Stars (från Ducks via Capitals och Ducks)              | Niagara Icedogs (OHL)                |
| 116 | Danton Heinen (F)       | Kanada       | Boston Bruins                                                 | Surrey Eagles (BCHL)                 |
| 117 | Michael Bunting (VF)    | Kanada       | Arizona Coyotes (från Canadiens)                              | Sault Ste. Marie Greyhounds (OHL)    |
| 118 | Igor Sjesterkin (MV)    | Ryssland     | New York Rangers (från Blackhawks via Islanders och Capitals) | JHK Spartak (MCL)                    |
| 119 | Ben Thomas (B)          | Kanada       | Tampa Bay Lightning (från Rangers)                            | Calgary Hitmen (WHL)                 |
| 120 | Steven Johnson (B)      | USA          | Los Angeles Kings                                             | Omaha Lancers (USHL)                 |

### Femte rundan
Källa: 
| Nr  | Spelare                 | Nationalitet  | NHL-organisation                    | College-/Junior-/Klubblag               |
| --- | ----------------------- | ------------- | ----------------------------------- | --------------------------------------- |
| 121 | Maxwell Willman (C)     | USA           | Buffalo Sabres                      | Williston Northampton Wildcats          |
| 122 | Richard Nejezchleb (VF) | Tjeckien      | New York Rangers (från Panthers)    | Brandon Wheat Kings (WHL)               |
| 123 | Matthew Berkovitz (B)   | USA           | Anaheim Ducks (från Oilers)         | Ashwaubenon Jaguars (WIAA)              |
| 124 | Jaedon Descheneau (HF)  | Kanada        | St. Louis Blues (från Flames)       | Kootenay Ice (WHL)                      |
| 125 | Nikolas Koberstein (B)  | Kanada        | Montreal Canadiens (från Islanders) | Olds Grizzlys (AJHL)                    |
| 126 | Gustav Forsling (B)     | Sverige       | Vancouver Canucks                   | Linköpings HC (SHL)                     |
| 127 | Clark Bishop (C)        | Kanada        | Carolina Hurricanes                 | Cape Breton Screaming Eagles (LHJMQ)    |
| 128 | Dakota Joshua (C)       | USA           | Toronto Maple Leafs                 | Sioux Falls Stampede (USHL)             |
| 129 | C.J. Franklin (VF)      | USA           | Winnipeg Jets                       | Sioux Falls Stampede (USHL)             |
| 130 | Liam Coughlin (VF)      | USA           | Edmonton Oilers (från Senators)     | Vernon Vipers (BCHL)                    |
| 131 | Ryan Rehill (B)         | Kanada Kanada | New Jersey Devils                   | Kamloops Blazers (WHL)                  |
| 132 | Joonas Lyytinen (B)     | Finland       | Nashville Predators                 | KalPa (Liiga)                           |
| 133 | Dysin Mayo (B)          | Kanada        | Arizona Coyotes                     | Edmonton Oil Kings (WHL)                |
| 134 | Shane Gersich (C/VF)    | USA           | Washington Capitals                 | Team USA (USHL)                         |
| 135 | Miro Karjalainen (B)    | Finland       | Dallas Stars                        | Jokerit (Liiga)                         |
| 136 | Chase Perry (MV)        | USA           | Detroit Red Wings                   | Wenatchee Wild (NAHL)                   |
| 137 | Tyler Bird (HF)         | USA           | Edmonton Oilers (från Blue Jackets) | Kimball Union Wildcats                  |
| 138 | Oskar Lindblom (VF)     | Sverige       | Philadelphia Flyers                 | Brynäs IF (SHL)                         |
| 139 | Tanner Faith (B)        | Kanada        | Minnesota Wild                      | Kootenay Ice (WHL)                      |
| 140 | Daniel Walcott (B)      | Kanada        | Tampa Bay Lightning                 | Armada de Blainville-Boisbriand (LHJMQ) |
| 141 | Luc Snuggerud (B)       | USA           | Chicago Blackhawks (från Sharks)    | Eden Prairie Eagles                     |
| 142 | Tyler Nanne (B)         | USA           | Tampa Bay Lightning (från Blues)    | Edina Hornets                           |
| 143 | Miguel Fidler (VF)      | USA           | Florida Panthers (från Penguins)    | Edina Hornets                           |
| 144 | Anton Lindholm (B)      | Sverige       | Colorado Avalanche                  | Skellefteå AIK (SHL)                    |
| 145 | Anthony Angello (C)     | USA           | Pittsburgh Penguins (från Ducks)    | Omaha Lancers (USHL)                    |
| 146 | Anders Bjork (C/VF)     | USA           | Boston Bruins                       | Team USA (USHL)                         |
| 147 | Daniel Audette (C)      | Kanada        | Montreal Canadiens                  | Phœnix de Sherbrooke (LHJMQ)            |
| 148 | Andreas Söderberg (B)   | Sverige       | Chicago Blackhawks                  | Skellefteå AIK (SHL)                    |
| 149 | Rourke Chartier (C)     | Kanada        | San Jose Sharks (från Rangers)      | Kelowna Rockets (WHL)                   |
| 150 | Alec Dillon (MV)        | Kanada        | Los Angeles Kings                   | Victoria Grizzlies (BCHL)               |

### Sjätte rundan
Källa: 
| Nr  | Spelare                   | Nationalitet | NHL-organisation                               | College-/Junior-/Klubblag       |
| --- | ------------------------- | ------------ | ---------------------------------------------- | ------------------------------- |
| 151 | Christopher Brown (C)     | USA          | Buffalo Sabres                                 | Cranbrook Kingswood             |
| 152 | Joey Dudek (C)            | USA          | New Jersey Devils (från Panthers)              | Kimball Union                   |
| 153 | Tyler Vesel (C)           | USA          | Edmonton Oilers                                | Omaha Lancers (USHL)            |
| 154 | Aaron Haydon (B)          | USA          | Dallas Stars (från Flames)                     | Niagara Icedogs (OHL)           |
| 155 | Kyle Schempp (C)          | USA          | New York Islanders                             | Ferris State Bulldogs (NCAA)    |
| 156 | Kyle Pettit (C)           | Kanada       | Vancouver Canucks                              | Erie Otters (OHL)               |
| 157 | Jake Marchment (C)        | Kanada       | Los Angeles Kings (från Hurricanes)            | Belleville Bulls (OHL)          |
| 158 | Nolan Vesey (VF)          | USA          | Toronto Maple Leafs                            | South Shore Kings               |
| 159 | Steven Spinner (HF)       | USA          | Winnipeg Jets                                  | Eden Prairie Eagles             |
| 160 | Pontus Själin (B)         | Sverige      | Minnesota Wild (från Senators)                 | Östersunds IK (Hockeyettan)     |
| 161 | Brandon Baddock (VF)      | Kanada       | New Jersey Devils                              | Edmonton Oil Kings (WHL)        |
| 162 | Aaron Irving (B)          | Kanada       | Nashville Predators                            | Edmonton Oil Kings (WHL)        |
| 163 | David Westlund (B)        | Sverige      | Arizona Coyotes                                | Brynäs IF (SHL)                 |
| 164 | Pavel Kraskovskij (C)     | Ryssland     | Winnipeg Jets (från Capitals)                  | Lokomotiv Jaroslavl (KHL)       |
| 165 | John Nyberg (B)           | Sverige      | Dallas Stars                                   | Frölunda HC (SHL)               |
| 166 | Julius Vahatalo (VF)      | Finland      | Detroit Red Wings                              | HC TPS (Liiga)                  |
| 167 | Chase Long (C)            | Kanada       | Minnesota Wild (från Blue Jackets via Rangers) | Calgary Hitmen (WHL)            |
| 168 | Radel Fazeleyev (C)       | Ryssland     | Philadelphia Flyers                            | Calgary Hitmen (WHL)            |
| 169 | Reid Duke (C)             | Kanada       | Minnesota Wild                                 | Lethbridge Hurricanes (WHL)     |
| 170 | Cristiano DiGiacinto (VF) | Kanada       | Tampa Bay Lightning                            | Windsor Spitfires (OHL)         |
| 171 | Kevin Labanc (HF)         | USA          | San Jose Sharks                                | Barrie Colts (OHL)              |
| 172 | C.J. Yakimowicz (HF)      | USA          | St. Louis Blues                                | London Knights (OHL)            |
| 173 | Jaden Lindo (HF)          | Kanada       | Pittsburgh Penguins                            | Owen Sound Attack (OHL)         |
| 174 | Maximilian Pajpach (MV)   | Slovakien    | Colorado Avalanche                             |                                 |
| 175 | Adam Ollas Mattsson (B)   | Sverige      | Calgary Flames (från Ducks)                    | Djurgården Hockey (SHL)         |
| 176 | Samuel Blais (VF)         | Kanada       | St. Louis Blues (från Bruins)                  | Tigres de Victoriaville (LHJMQ) |
| 177 | Hayden Hawkey (MV)        | USA          | Montreal Canadiens                             | Omaha Lancers (USHL)            |
| 178 | Dylan Sikura (C)          | Kanada       | Chicago Blackhawks                             | Aurora Tigers (OJHL)            |
| 179 | Ivan Nalimov (MV)         | Ryssland     | Chicago Blackhawks (från Rangers via Sharks)   | SKA Sankt Petersburg (KHL)      |
| 180 | Matthew Mistele (VF)      | Kanada       | Los Angeles Kings                              | Plymouth Whalers (OHL)          |

### Sjunde rundan
Källa: 
| Nr  | Spelare                | Nationalitet | NHL-organisation                               | College-/Junior-/Klubblag            |
| --- | ---------------------- | ------------ | ---------------------------------------------- | ------------------------------------ |
| 181 | Victor Olofsson (HF)   | Sverige      | Buffalo Sabres                                 | Modo Hockey (SHL)                    |
| 182 | Hugo Fagerblom (MV)    | Sverige      | Florida Panthers (från Panthers via Canadiens) | Frölunda HC (SHL)                    |
| 183 | Kevin Bouchard (MV)    | Kanada       | Edmonton Oilers                                | Foreurs de' Val-d'Or (LHJMQ)         |
| 184 | Austin Carroll (HF)    | Kanada       | Calgary Flames                                 | Victoria Royals (WHL)                |
| 185 | Cameron Darcy (C)      | USA          | Tampa Bay Lightning (från Islanders)           | Cape Breton Screaming Eagles (LHJMQ) |
| 186 | MacKenzie Stewart (B)  | Kanada       | Vancouver Canucks                              | Prince Albert Raiders (WHL)          |
| 187 | Kyle Jenkins (B)       | Kanada       | Carolina Hurricanes                            | Sault Ste. Marie Greyhounds (OHL)    |
| 188 | Pierre Engvall (VF)    | Sverige      | Toronto Maple Leafs                            | Frölunda HC (SHL)                    |
| 189 | Kelly Summers (B)      | Kanada       | Ottawa Senators (från Jets)                    | Carleton Place (CCHL)                |
| 190 | Francis Perron (VF)    | Kanada       | Ottawa Senators                                | Huskies de Rouyn-Noranda (LHJMQ)     |
| 191 | Jared Fiegl (VF)       | USA          | Arizona Coyotes (från Devils)                  | Team USA (USHL)                      |
| 192 | Matt Ustaski (VF)      | USA          | Winnipeg Jets (från Predators via Capitals)    | Langley (BCHL)                       |
| 193 | Edgars Kulda (VF)      | Lettland     | Arizona Coyotes                                | Edmonton Oil Kings (WHL)             |
| 194 | Kevin Elgestål (HF)    | Sverige      | Washington Capitals                            | Frölunda HC (SHL)                    |
| 195 | Patrick Sanvido (B)    | Kanada       | Dallas Stars                                   | Windsor Spitfires (OHL)              |
| 196 | Axel Holmström (C)     | Sverige      | Detroit Red Wings                              | Skellefteå AIK (SHL)                 |
| 197 | Olivier Leblanc (B)    | Kanada       | Columbus Blue Jackets                          | Saint John Sea Dogs (LHJMQ)          |
| 198 | Jesper Pettersson (B)  | Sverige      | Philadelphia Flyers                            | Linköpings HC (SHL)                  |
| 199 | Pavel Jenyš (C)        | Tjeckien     | Minnesota Wild                                 | HC Kometa Brno (Extraliga)           |
| 200 | Lukas Sutter (C)       | USA          | New York Islanders (från Lightning)            | Red Deer Rebels (WHL)                |
| 201 | Aleksandr Kadejkin (C) | Ryssland     | Detroit Red Wings (från Sharks)                | Atlant Mytisjtji (KHL)               |
| 202 | Dwyer Tschantz (HF)    | USA          | St. Louis Blues                                | Indiana Ice (USHL)                   |
| 203 | Jeff Taylor (B)        | USA          | Pittsburgh Penguins                            | Union Dutchmen (NCAA)                |
| 204 | Julien Nantel (C/VF)   | Kanada       | Colorado Avalanche                             | Huskies de Rouyn-Noranda (LHJMQ)     |
| 205 | Ondřej Kaše            | Tjeckien     | Anaheim Ducks (från Ducks via Maple Leafs)     | Piráti Chomutov (Extraliga)          |
| 206 | Emil Johansson         | Sverige      | Boston Bruins                                  | HV71 (SHL)                           |
| 207 | Jake Evans (C/HF)      | Kanada       | Montreal Canadiens                             | St. Michael's Buzzers (OJHL)         |
| 208 | Jack Ramsey (HF)       | Kanada       | Chicago Blackhawks                             | Penticton Vees (BCHL)                |
| 209 | Spencer Watson (HF)    | Kanada       | Los Angeles Kings (från Rangers)               | Kingston Frontenacs (OHL)            |
| 210 | Jacob Middleton (B)    | Kanada       | Los Angeles Kings                              | Ottawa 67's (OHL)                    |

## Draftade spelare per nationalitet
| Nr | Nationalitet | Antal draftval | %     |
|    | Nordamerika  | 144            | 68,6% |
| -- | ------------ | -------------- | ----- |
| 1  | Kanada       | 80             | 38,1% |
| 2  | USA          | 64             | 30,5% |
|    | Europa       | 65             | 31%   |
| 3  | Sverige      | 28             | 13,3% |
| 4  | Ryssland     | 13             | 6,2%  |
| 5  | Finland      | 9              | 4,3%  |
| 6  | Tjeckien     | 8              | 3,8%  |
| 7  | Lettland     | 2              | 0,9%  |
| 8  | Schweiz      | 2              | 0,9%  |
| 9  | Danmark      | 1              | 0,5%  |
| 10 | Slovakien    | 1              | 0,5%  |
| 11 | Tyskland     | 1              | 0,5%  |
|    | Oceanien     | 1              | 0,5%  |
| 12 | Australien   | 1              | 0,5%  |